# Peter Chevalier
Peter Chevalier (* 1953 in Karlsruhe) ist ein deutscher Maler, dessen Gemälde und Zeichnungen dem Surrealismus nahe stehen.

## Leben
Der gebürtige Karlsruher studierte von 1976 bis 1980 Malerei an der Hochschule für Bildende Künste Braunschweig bei Hermann Albert und Alfred Winter-Rust. Herrmann Albert riet ihm 1980, nach Berlin zu gehen. In Kreuzberg bezog er zunächst ein Atelier mit einem von der Staatlichen Akademie der Bildenden Künste Karlsruhe kommenden Markus-Lüpertz-Schüler. 1985 erhielt er in Hannover den Sprengel-Preis für Bildende Kunst der Niedersächsischen Sparkassenstiftung. Von 1992 bis 2019 war er Professor für Malerei in der Fachgruppe Kunst an der Staatlichen Akademie der Bildenden Künste Stuttgart. Er lebt und arbeitet in Berlin und Stuttgart.

## Werk

### 1980–1988
In den 1980er Jahren stellte Chevalier in seinen Bildern Realistisches neben Abstraktes. Es dominierten klar konfigurierte einzelne, aber kombinierte, Dinge (Häuser, Flugzeuge, Säulenstümpfe, Glühbirnen, Knochen usw.), die – als würde man Abbildungen aus Zeitschriften ausschneiden und als Collage neu zusammensetzen – im Bildkontext in ihren Proportionen unstimmig sind. Oder wie Wolfgang Max Faust es ausdrückte: „Peter Chevalier inszeniert Bildrequisiten zu einer Art Stilleben. Der Hektik und Dynamik der Stadt antwortet bei ihm eine eher kontemplative Stille, die dennoch von einer großen Emotionalität durchdrungen ist.“ Nach Wilhelm Bojescul schuf er damit „eine eigene Realität fern unserer Alltagswelt.“ In dieser waren laut Isabel Greschat alle dargestellten Objekte nach einem inneren Plan ausgewählt und einer festen Vorstellung einem Platz zugewiesen worden. Bernhard Schulz betonte in diesem Zusammenhang: „Die Zusammenstellung heterogener Gegenstände zu einem Ganzen, die natürlich an das historische Vorbild der pittura metafisica denken ließ, fand nicht um der gedanklichen Assoziation willen statt.“
Die Spannung zwischen den Gegenständen oder auch humanoiden Gestalten, so sie denn vorkommen, hielt Stephen Barber für den Ausdruck einer „Sehnsucht“ nach Bewahrung und Ordnung. Auf der Malfläche komme „die wachsende Ansammlung der Gegenstände, Erinnerungen und Gefühle zum Halt“. Vom italienischen Autor Giovanni Testori erhielt Chevalier anlässlich einer Ausstellung in Mailand den Beinamen „Neuer Ordner“ und war einverstanden damit.
Seine dargestellten Lebewesen erscheinen erstarrt wie Ölgötzen. Manchmal ist es bloß ein Menschenkopf wie aus Stein gehauen nach dem Vorbild der Osterinsel-Moai. Das Leblose kommt erst recht zum Ausdruck, wenn ein Totenkopf beigefügt ist. Bojescul und Greschat verwiesen diesbezüglich auf dessen Funktion als Vanitas-Symbol. Über die Eigenartigkeit der Ding-Gruppierung und das Einfrieren der Szenerie schrieb Jeannot Simmen: „[…] die Gleichzeitigkeit des Verschiedenen bricht den überlieferten Kontext. Keine natürliche Stimmung, Raum ist von diffusen Lichtquellen erhellt. Ein künstliches Klima überlagert die Erscheinungen. Zeit in den Bilden von Peter Chevalier findet nicht statt. Kein Ablauf mit vorher/nachher, keine Entwicklung, kein Ziel wird angestrebt.“ So kam Lutz Casper in einem Katalogtext zu dem Schluss: „Von zeitloser Monumenthaftigkeit gekennzeichnet, führen sie ihr eigengesetzliches malerisches Leben fern der Realität; allein, die Nabelschnur zur durch das Sehen begriffenen Wirklichkeit – Teil dieser Wirklichkeit ist ihm auch die Kunst – reißt nicht ab. In Chevaliers verdichteten Kompositionen dieser Jahre schwingt deshalb eine inhaltliche Sinnebene stets mit. Diese Bilder lassen denn auch in ihrer atmosphärischen Gestimmtheit noch am ehesten an die Vorbilder der symbolistischen Malerei, die imaginären Bildwelten eines Arnold Böcklin,  oder an die Pittura metafisica de Chiricos denken.“ Auch Christian Rathke fühlte sich an Giorgio de Chirico erinnert und klassifizierte daher den Stil als dem Surrealismus verbunden. Damit bestätigte er Bojesculs eine knappe Dekade zuvor getätigte Äußerung, bei Chevaliers verfremdeten Sachbezügen handele es sich um surreale Arrangements voller Poesie. Von „rätselhaften, verschlüsselten“ aus „Bilddetails“ komponierten Bildern sprach im selben Zusammenhang, nämlich der Braunschweiger Ausstellung im November 1986, der Art-Redakteur Ernst Busche.
Busche beschrieb auch Chevaliers Arbeitstechnik: „Daß er nicht mit den leichter zu verarbeitenden Acrylfarben, sondern mit dem klassischen Malmittel Ölfarbe arbeitet, ergibt einen Reichtum der Textur, der seine Bilder über die bloße Gegenständlichkeit hinaus interessant macht. Die jüngsten Werke haben eine trocken gemalte, poröse Oberfläche, so daß sie beinahe wie Pastelle wirken.“ Der Künstler arbeite, gab Busche an, bei verhängten Atelierfenstern und Neonlicht, um einen künstlichen, zeitfernen Raum zu erschaffen.

### 1988–2006
Waren die Bilder bisher dinglich, selbst wenn menschliche Gestalten unter den Dingen waren, weil sie wie Statuen wirkten, und „von einer melancholischen Schwermut und dumpfen Düsterheit gezeichnet“, wurden sie ab 1988 organisch, lebendig. Die Menschengestalten sind nun nicht mehr steinern, sondern im Gegenteil, wuchernd. Diese Mutationen, lächerlichen Chimären, gemalten organischen Skulpturen lassen an Krankheit, Verfall und Tod denken. Der bisherige Totenkopf „findet sich nun transformiert in grauenhaft zerfledderte Phantasiegeburten, die aus dem Farbauftrag herauswachsen“. Casper erkannte eine faszinierende Ambivalenz in ihnen: „Die bizarren Physiognomien seiner Porträts machen den Betrachter in ihrer surrealen Fremdartigkeit und obsessiven Häßlichkeit denn auch erstaunen vor so viel absonderlicher Schönheit des Seltsamen.“ Und Greschat führte aus: „Chevalier ist am ehesten in der Nachfolge der französischen Symbolisten und vor allem Surrealisten zu verstehen; seine Malerei ist sichtbar von den Künstlern Odilon Redon, Max Ernst, Yves Tanguy und Joan Miró geprägt: Das Interesse an fremdartigen, mehrdeutigen Bildern, die mit verborgenen Schichten der Seele korrespondieren und eine Fülle von Assoziationen auslösen, läßt ihn an die Innovationen dieser früheren Künstler anknüpfen und zieht sich wie ein roter Faden durch sein Werk. Dabei entsteht insbesondere ab 1988 ein facettenreiches Oeuvre, das gemäß dem surrealistischen Grundsatz, ein Künstler erfinde nichts eigentlich Neues, sondern decke das Unbekannte und Poetische des schon Vorhandenen auf, immer wieder auch aus dem Bilderreichtum der ihn faszinierenden Künstler schöpft. Doch Chevaliers ganz eigene intuitive Arbeitsweise, bei dem sich der Künstler dem Malprozeß weitgehend überläßt, schließt das in verschiedenen Phasen sich entfaltende Werk der letzten zehn Jahre zusammen. Kein vorgefaßtes Konzept, keine Bildidee leitet den Maler; aus Farbschichten und -nuancen, die er seinem Gefühl nach auf die Leinwand setzt, dann auf sich wirken läßt und prüft, entstehen Formen und Figuren fast wie zufällig und selbst für ihn überraschend.“ Die Gemälde seien „leichter, zumindest lichter geworden“, resümierte Detlef Bluemler in Künstler. Kritisches Lexikon der Gegenwartskunst.

## Einzelausstellungen
- 1981: Galerie Poll, Berlin
- 1982: Galerie Wolfgang Gmyrek, Düsseldorf
- 1982: Galerie Inge Baecker, Bochum
- 1983: Galerie Buchmann, St. Gallen
- 1983: Galerie Hermeyer, München
- 1983: Raab Galerie, Berlin
- 1984: Galleri Bellman, New York
- 1984: Galerie Wolfgang Gmyrek, Düsseldorf
- 1985: Gallery Luhring, Augustine & Hodes (nach Übernahme der Galleri Bellman), New York
- 1985: Kunstverein Freiburg, Schwarzes Kloster, Freiburg im Breisgau
- 1985: Hillman Holland Gallery, Atlanta
- 1986: Ideale Landschaft, Stadt am Meer, Raab Galerie, Berlin
- 1986: Kunstverein Braunschweig
- 1986: Rena Bransten Gallery, San Francisco
- 1987: Studio d’Arte Cannaviello, Mailand
- 1987: Raab Gallery, London
- 1988: Galerie Hermeyer, München
- 1988: Gimpel & Weitzenhofer Gallery, New York
- 1988: Galerie Clemens, Aarhus
- 1989: UMM DOMA, Galerie Wolfgang Gmyrek, Düsseldorf
- 1990: Peter Chevalier – Peintures Dessins 1989 – 1990, Musée de l’Abbaye Sainte-Croix, Les Sables-d’Olonne
- 1990: Galerie Wolfgang Gmyrek, Düsseldorf
- 1991: Bilder, Zeichnungen 1989 – 1991, Raab Galerie, Berlin
- 1991: Bilder, Zeichnungen 1989 – 1991, Galleria Gian Ferrari Arte Contemporanea, Mailand
- 1991: Acht Bilder, Raab Gally, London
- 1993: Vor himmlichen Erscheinungen schützt kein Brett. Neue Bilder und Zeichnungen, Galerie Wolfgang Gmyrek, Düsseldorf
- 1994: Vor himmlichen Erscheinungen schützt kein Brett. Neue Bilder und Zeichnungen, Kunstverein Marburg
- 1996: d’Oo. Neue Bilder 1994–95, Galerie Wolfgang Gmyrek, Düsseldorf
- 1997: Bilder von Peter Chevalier aus der Sammlung Stober Berlin 1981 – 1996, Neues Museum Weserburg, Bremen
- 1997: Bilder und Zeichnungen 1988 – 1997, Galerie der Stadt Stuttgart, Stuttgart
- 1998: Kunstverein im Daniel-Pöppelmann-Haus, Herford
- 1999: Galerie Wolfgang Gmyrek, Berlin
- 2000: Galerie Wolfgang Gmyrek, Düsseldorf
- 2001: Kunst- und Kunstgewerbeverein im Reuchlinhaus, Pforzheim
- 2001: Kunstverein Harburger Bahnhof, Hamburg
- 2003: Galerie Wolfgang Gmyrek, Düsseldorf
- 2004: Galerie Hermeyer, München
- 2005: Club an der Grenze, Österreich
- 2006: Galerie Wolfgang Gmyrek, Düsseldorf

## Einzelkataloge
- 1983: Peter Chevalier, Raab Galerie, Berlin
- 1983: Peter Chevalier, Galerie Buchmann, St. Gallen
- 1985: Peter Chevalier, Kunstverein Freiburg, Schwarzes Kloster, Freiburg
- 1986: Peter Chevalier. Ideale Landschaft, Stadt am Meer, Raab Galerie, Berlin
- 1986: Peter Chevalier. Bilder und Zeichnungen, Kunstverein Braunschweig, Braunschweig
- 1988: Peter Chevalier, Galerie Hermeyer, München
- 1989: Peter Chevalier: UMM DOMA, Galerie Wolfgang Gmyrek, Düsseldorf
- 1990: Peter Chevalier – Peintures Dessins 1989 – 1990, Musée de l’Abbaye Sainte-Croix, Les Sables-d’Olonne
- 1991: Peter Chevalier. Bilder, Zeichnungen 1989 – 1991, Raab Galerie, Berlin/Galleria Gian Ferrari Arte Contemporanea, Mailand
- 1997: Johann-Karl Schmidt (Hrsg.): Bilder und Zeichnungen 1988 – 1997, Galerie der Stadt Stuttgart, ISBN 3-924079-27-7